# 아웃테이크
아웃테이크(outtake)는 영화와 음악에서 최종 편집에서 정식 버전으로 사용되지 않았던 장면이나 노래를 가리킨다.

## 영화
사용하지 않는 이유는 질의 나쁨, 분량상 문제, 시사회 반응 등이 있을 수 있다. 종종 아웃테이크는 감독판의 소재가되거나 DVD 제품의 소재로 재사용된다.

## 음악
최종 버전에 사용되지 않은 노래도 몇 년이 지나 공개되는 경우도 있다. 아웃테이크가 출시되는 경우는 리믹스할 때 사용하거나, 컴필레이션 음반 등에 수록하는 경우 등이 있다.

## 같이 보기
- NG (용어)
- 삭제 장면